# Фойница

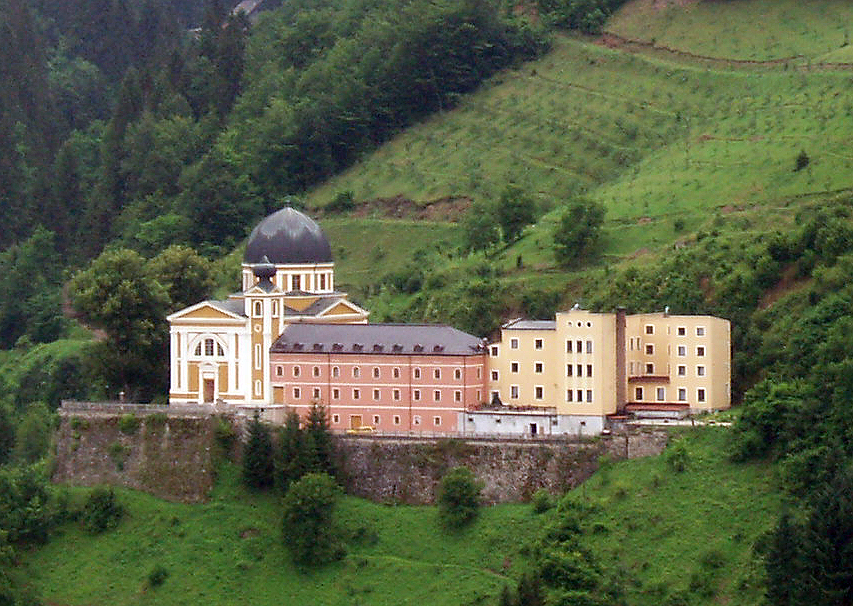
Францисканский монастырь Святого Духа

Фо́йница (хорв. Fojnica) — древний город в центральной части Боснии и Герцеговины, в Среднеобоснийском кантоне Федерации Боснии и Герцеговины. Административный центр одноименной общины.
Расположен на реке Fojnička rijeka , левом притоке реки Босна в долине между горными хребтами Крушчица и Враница на высоте 587 м. 
Общее население в 2013 году составляло 12 356 человек, в том числе городское - 3570 чел.
Город – бальнеологический курорт, здесь находится крупнейший в стране реабилитационный центр. 
Находится, примерно, в 50 км к западу от Сараево.

## История
Фойница впервые упоминается как шахта (рудник) в 1365 году, когда немецкие и дубровницкие горняки прибыли сюда для разработки этого богатого железной рудой района.
В результате поблизости возникло поселение под названием Хвойница , которое с начала 15 века развилось в центр добычи полезных ископаемых и торговли в средневековом Боснийском королевстве. 
С 1430-х годов здесь было значительное поселение дубровницких торговцев. 
В средние века Фойница была важным горнодобывающим центром. Здесь добывали железо, серебро и золото. Вероятно, здесь работал и монетный двор.
До 19 века в Фойнице были ювелирные, кузнечные и оружейные мастерские .
Известен знаменитым францисканским монастырем Святого Духа с большой библиотекой и коллекцией.

## Известные уроженцы
- Анджич, Родолюб (1947) – сербский генерал и военный деятель, военачальник Войска Республики Сербской в период войны в Боснии и Герцеговине.
- Диздаревич, Раиф (род. 1926) – югославский боснийский политик, министр иностранных дел Югославии с 1984 по 1987 год, Председатель Президиума СФРЮ с 1988 по 1989 год.
- Милетич, Августин (1763–1831) – хорватский писатель, монах-францисканец, прелат католической церкви, апостольский викарий Боснийской провинции.
- Млакич, Степан (1884–1950) – священник и миссионер.